# Gilbert Guillaume
Pour les articles homonymes, voir Guillaume.
Gilbert Guillaume, né le 4 décembre 1930 à Bois-Colombes, est un juriste français, président de la Cour internationale de justice de 2000 à 2003. Il est le père du haut fonctionnaire Marc Guillaume.

## Biographie

### Jeunesse et études
Gilbert Guillaume suit des études de droit et obtient une licence de droit à l'université de Paris. Il étudie à l'Institut d'études politiques de Paris et y obtient d'excellentes notes. En deuxième année, il devient le tuteur de Michel Baroin. Il obtient un DES d'économie à l'université de Paris.
Il est reçu à l'École nationale d'administration, où il sort major de la promotion France-Afrique.

### Parcours professionnel
De 1979 à 1987, il est directeur de la direction des affaires juridiques du ministère des Affaires étrangères.
Le 24 mars 1980, il est nommé membre de la Cour permanente d'arbitrage de La Haye. Il est, par la suite, renouvelé à cette fonction.
Il est élu juge à la Cour internationale de justice le 17 septembre 1987 et il siège jusqu'au 11 février 2005. Il en est le président du 7 février 2000 au 6 février 2003.

### Parcours professoral
Gilbert Guillaume a enseigné tout au long de son parcours professionnel. Il a notamment été enseignant au sein de la section Service public de l'Institut d'études politiques de Paris. Il a également donné des cours à l'Institut des hautes études internationales de l'université d'Assas, à l'ENA, à l'École nationale de l'aviation civile, à l'École nationale des ponts et chaussées et à l'Institut international d'administration publique.
Il est élu à l'Académie des sciences morales et politiques le 5 mars 2007. Il en occupe la présidence en 2016.

## Décorations
- Grand-croix de la Légion d'honneur Il est élevé à la dignité de grand-croix par décret du 13 juillet 2016[7]. Il était grand officier depuis le 19 janvier 2007 par décret du 14 avril 2006[8].
- Chevalier de l'ordre national du Mérite[9]
- Chevalier de l'ordre du Mérite agricole[9]
- Chevalier de l'ordre du Mérite maritime[réf. nécessaire]
- Commandeur de l'ordre des Arts et des Lettres[9]
- Médaille de l'Aéronautique[9]